# Pittsburg and Shawmut Railroad
 (janvier 2022).
Si vous disposez d'ouvrages ou d'articles de référence ou si vous connaissez des sites web de qualité traitant du thème abordé ici, merci de compléter l'article en donnant les références utiles à sa vérifiabilité et en les liant à la section « Notes et références ».

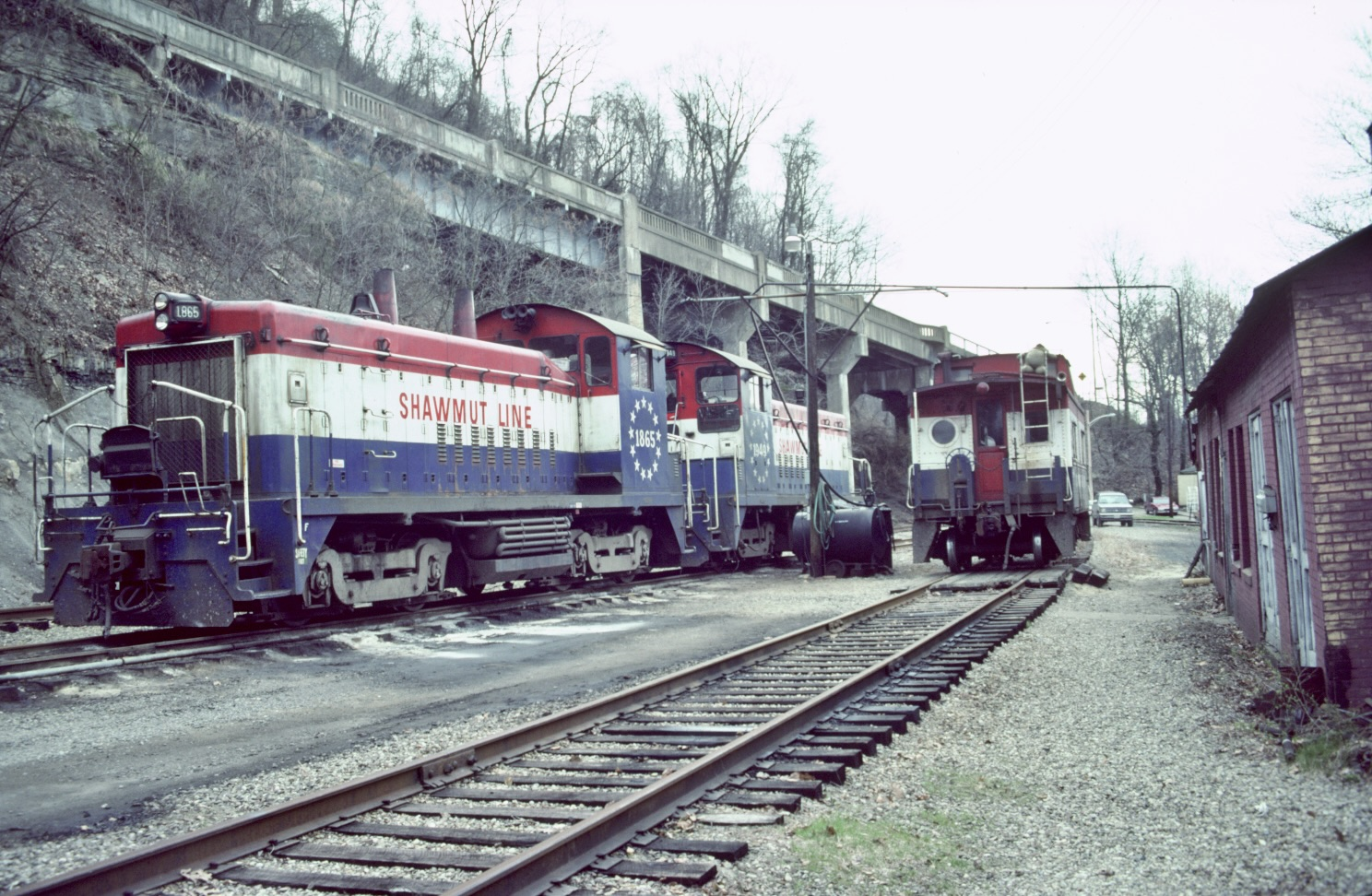
Locomotives SW9 1865 et 1949 de la Pittsburg and Shawmut Railroad, à Brookville, Pennsylvanie, le 29 mars 1991.

Le Pittsburg and Shawmut Railroad (sigle de l'AAR: PSR), aussi connu sous le nom de Shawmut Line, était un petit chemin de fer américain de classe I qui exploitait un service mixte dans le centre et le sud-ouest de la Pennsylvanie. Il fut créé en 1916, à partir d'une ligne du Pittsburg, Shawmut and Northern Railroad, lequel était en faillite depuis 1905. En 1996 il fut racheté par Genesee & Wyoming qui le fusionna en 2004 dans le Buffalo and Pittsburgh Railroad, une autre de ses filiales.

## Les origines
Le Pittsburg, Shawmut and Northern Railroad, surnommé Shawmut Line, fut créé en 1899. Son réseau se trouvait dans le centre et le Sud-Ouest de la Pennsylvanie. Son logo était le diamant noir.
De 1891 à 1911, Pittsburg fut orthographié sans “h”, à la suite d'une tentative du Gouvernement des États-Unis de standardiser les noms des localités du pays. Le nom de cette compagnie adopta cette nouvelle règle.
Le 21 juillet 1903, le Pittsburg, Shawmut & Northern Railroad (PS&N) créa le Brookville & Mahoning Route (B&M) qui reliait Brockway à Freeport. Sa maison mère, le PS&N qui avait énormément investi pour mettre son réseau à l'écartement standard fit faillite en 1905 et fut placé en redressement judiciaire (jusqu'en 1947 !). Le Brookville & Mahoning fut alors individualisé et loué par le PS&N de 1906 à 1916. À cause des confusions entre les initiales du Brookville & Mahoning et du Boston & Maine, le premier se rebaptisa Pittsburg & Shawmut Railroad et opéra de façon indépendante à partir de 1916. Mais pour ajouter à la confusion avec son ancienne maison mère, il avait le même surnom (Shawmut Line), le même logo en diamant, et opérait dans le même secteur.

## Son développement
Sa voie principale de 140 km, était utilisée par trains de marchandises et de voyageurs. Ses ateliers principaux étaient à Brookville.
Comme sa maison mère, le P&S connut des difficultés financières au début de son existence. Des Doodlebugs (autorails) et des trains de voyageurs circulèrent dès les premières années, mais le trafic passagers fut totalement éliminé en 1939. Ses finances s'améliorèrent grâce à la seconde guerre mondiale. Le charbon était la principale marchandise et allait le rester tout au long de son existence. Dans les années 1970, il reprit l'ancien logo de sa maison mère constitué par un diamant et le slogan Shawmut Line, mais utilisa la couleur rouge au lieu du noir.
En 1989, il racheta à Conrail la section Sligo / Lawsonham, longue de 16 km, et la réorganisa sous le nom de Red Bank Railroad. Le 31 décembre 1991, toujours auprès de Conrail, il acquit la section Lawsonham / Driftwood, d'une longueur de 177 km, et la réorganisa sous le nom de Mountain Laurel Railroad.

## La fin de l'indépendance
En 1996, il fut racheté par Genesee & Wyoming. Le logo devint orange et jaune, typique du G&W. Certaines portions furent abandonnées. Puis le 1er janvier 2004, G&W décida de le fusionner avec une autre de ses filiales, le Buffalo & Pittsburgh Railroad. De nouvelles portions furent à nouveau délaissées.

### source
- « Pittsburg and Shawmut Railroad »